# Qinlan
Qinlan (kinesiska: 秦栏) är en köping i östra Kina. Den ligger i Tianchang i staden Chuzhou i provinsen Anhui, omkring 190 kilometer nordost om provinshuvudstaden Hefei. Antalet invånare är 41 901. Befolkningen består av 20 933 kvinnor och 20 968 män. Barn under 15 år utgör 14,0 %, vuxna 15-64 år 75 %, och äldre över 65 år 10,0 %.